# Dolbadarn Castle
Dolbadarn Castle ist eine Burgruine in Gwynedd in Wales. Die als Kulturdenkmal der Kategorie Grade I klassifizierte und als Scheduled Monument geschützte Ruine gehört zu den wenigen Burgen, die von den walisischen Fürsten als steinerne Befestigungen errichtet wurden.

## Lage
Die Ruine liegt im Bergland von Gwynedd etwa 800 m südöstlich von Llanberis. Sie liegt auf einem fast 25 m hohen, beherrschenden Felsen am Llanberis Pass zwischen den beiden Seen Llyn Peris und Llyn Padarn.

## Geschichte
Vermutlich wurde die Burg von dem walisischen Fürsten Llywelyn ap Iorwerth um 1230 errichtet. Die Burg kontrollierte eine wichtige Verbindung in das Kernland von Gwynedd. Zwischen 1255 und 1277 wurde in der Burg der walisische Fürst Owain Goch von seinem Bruder Llywelyn ap Gruffydd gefangen gehalten. Während der Eroberung von Gwynedd durch den englischen König Eduard I. war die Burg nach der Eroberung von Castell y Bere 1283 die letzte Burg, die noch im Besitz von Dafydd ap Gruffydd, dem Bruder und Nachfolger von Llywelyn ap Gruffydd, geblieben war. Von hier flüchtete er im Mai 1283 vor den englischen Truppen in das Bergmassiv von Snowdonia, wo er schließlich im Juni in Gefangenschaft geriet. Dolbadarn Castle wurde von den englischen Truppen unter William de Valence erobert. Nach der englischen Eroberung wurde die Burg geschleift, für den Bau des neuen Caernarfon Castle soll Holz von der Burg verwendet worden sein.
Während der Rebellion von Owain Glyndŵr soll der Turm um 1400 noch als Gefängnis für Gefangene der Aufständischen benutzt worden sein.
Die Ruine wird heute von Cadw verwaltet und ist frei zugänglich.

## Anlage
Das beherrschende Bauwerk der Burg ist der mächtige runde Keep. Der aus Schieferstein errichtete Turm hat einen Durchmesser von 14 m und bis zu 2,5 m dicke Mauern. Der über 14 m hohe Turm besitzt einen rechteckigen Latrinenanbau. Der Zugang befindet sich im ersten Obergeschoss, die drei Geschosse waren durch eine steinerne Wendeltreppe miteinander verbunden und in zahlreiche Räume unterteilt. Der Turm war von einer unregelmäßigen, jüngeren Ringmauer aus Trockenmauerwerk mit zwei Türmen umgeben, dazu befanden sich weitere Gebäude im Burghof. Das Hauptwohngebäude befand sich am nördlichen Ende der Burg.

## Sonstiges
Die Ruine diente als Motiv zahlreicher Maler, unter anderem besuchte 1798 William Turner die Ruine, die er in mehreren Skizzen und in einem 1799/1800 entstandenen Gemälde festhielt.